# 899 (číslo)
Osm set devadesát devět je přirozené číslo. Římskými číslicemi se zapisuje DCCCXCIX a řeckými číslicemi ωϟθ´. Následuje po čísle osm set devadesát devět a předchází číslu devět set.

## Matematika
899 je:
- Deficientní číslo
- Složené číslo
- Poloprvočíslo
- Šťastné číslo

## Astronomie
- (899) Jokaste je planetka hlavního pásu, kterou objevil v roce 1918 Max Wolf
- NGC 899 je galaxie v souhvězdí Velryby

## Roky
- 899
- 899 př. n. l.